# Walmart

Walmart-Logo 1992–2008

Walmart-Logo 2008–2025

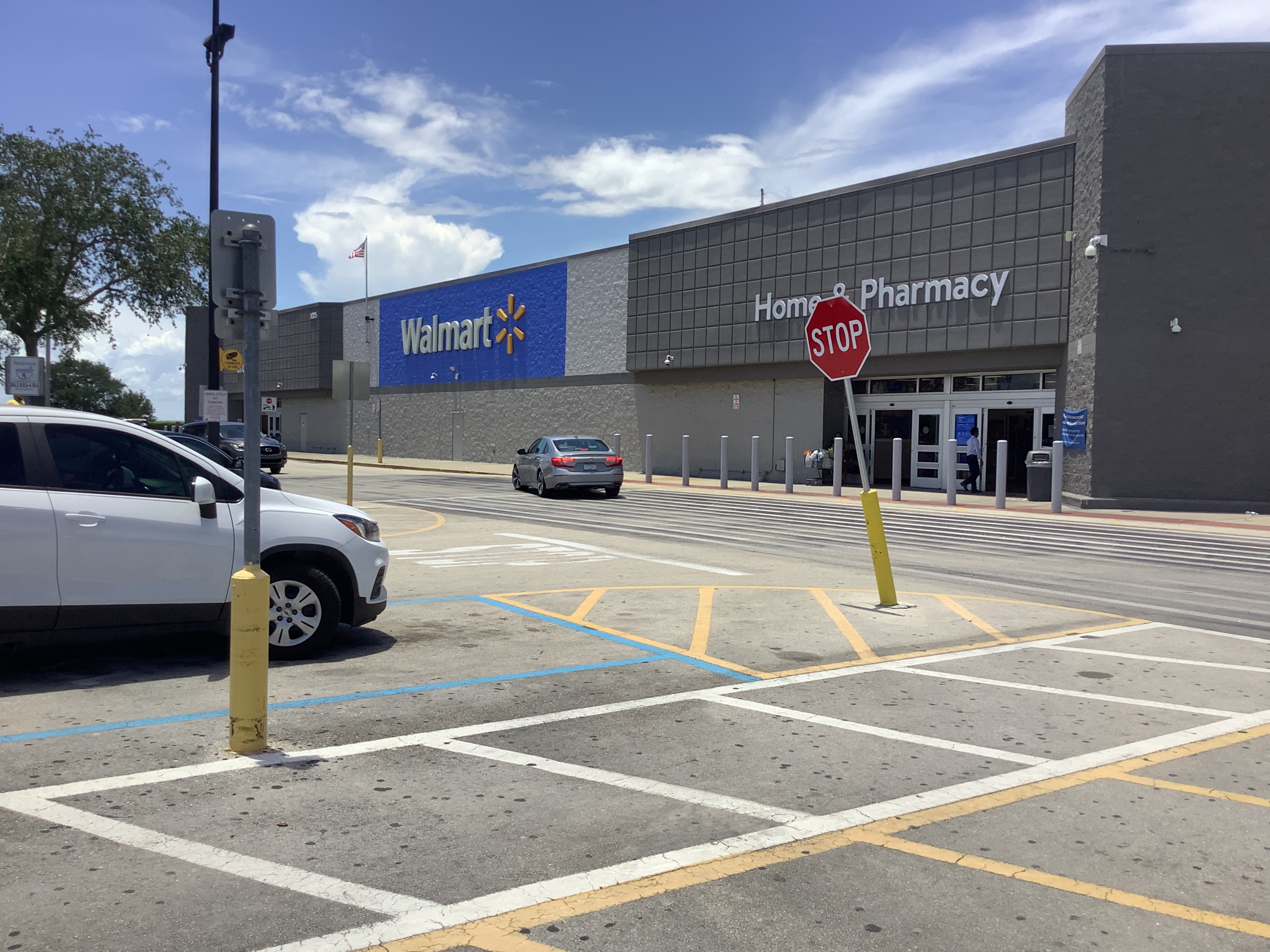
Eingangsbereich eines Walmarts in den USA

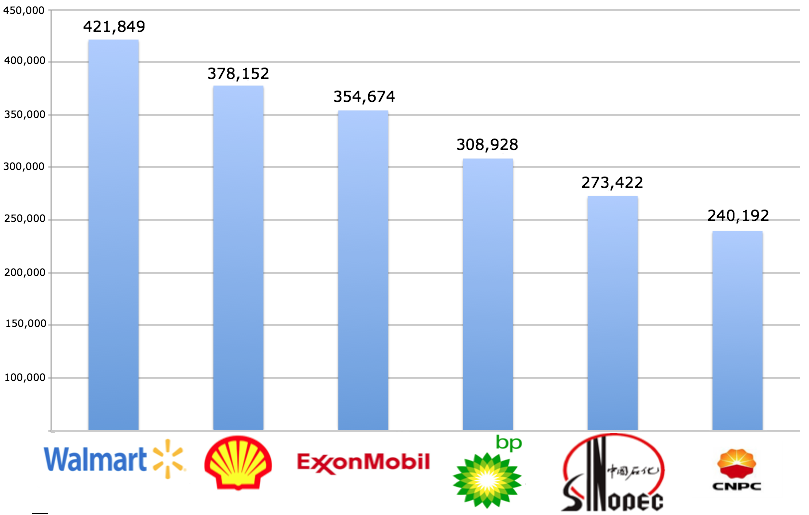
Größte Unternehmen der Welt nach Umsatz (2012)

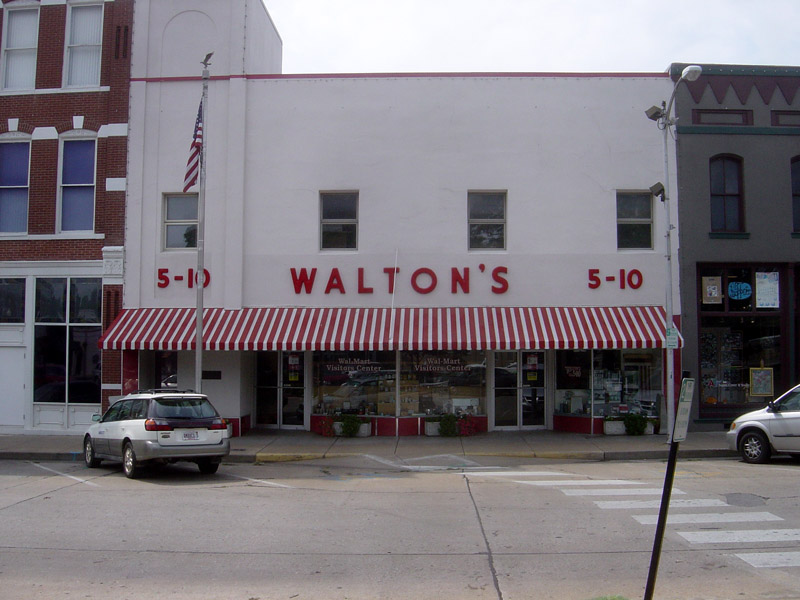
Die erste Filiale ist heute ein Museum

Walmart Inc. (bis 2008 als Wal-Mart Stores Inc.) ist ein weltweit tätiger US-amerikanischer Einzelhandelskonzern, der einen großen Teil des US-Marktes beherrscht. Walmart ist in der Liste Fortune Global 500 auf Platz eins der umsatzstärksten Unternehmen der Welt verzeichnet. Walmart beschäftigt weltweit über zwei Millionen Angestellte und ist damit der größte private Arbeitgeber der Welt.
Walmarts Umsatz im Geschäftsjahr 2023 betrug 611 Milliarden US-Dollar. Der Gewinn lag bei 11,7 Milliarden US-Dollar. Die gesamte Marktkapitalisierung des Unternehmens belief sich Mitte 2023 auf 415 Milliarden US-Dollar, womit es das derzeit wertvollste klassische Einzelhandelsunternehmen ist. Bedeutende Wettbewerber sind Carrefour und Tesco. Weltweit betreibt Walmart 10.630 Filialen (Stand: 31. Oktober 2022).

## Geschichte
Der Unternehmensname leitet sich von seinem Gründer Sam Walton ab (Walton’s Market). Am 2. Juli 1962 eröffnete Sam Walton den ersten Walmart in Rogers, Arkansas, nachdem er bereits 1950 seinen ersten Laden, einen Dime & Nickel Store am Town Square der Kleinstadt Bentonville, Arkansas, eröffnet hatte. Hier befindet sich heute neben der Unternehmenszentrale auch ein Museum über die Unternehmensgeschichte. Am 1. Oktober 1970 ging das Unternehmen an die Börse, was ihm das zur Expansion nötige Kapital gab. Der große Aufstieg begann im Jahre 1987, als Walmart seine ersten Hypermärkte eröffnete, mit einer gegenüber dem damaligen Kaufhausdurchschnitt zehnmal so großen Handelsfläche. Die erste Filiale außerhalb der Vereinigten Staaten wurde 1991 in Mexiko-Stadt eröffnet. Während der Konzern in Kanada erfolgreich agiert, in Mexiko mittlerweile zum Marktführer geworden und in Großbritannien zum zweitgrößten Konzern nach Tesco aufstieg, ist seine Lage in den anderen Auslandsmärkten schwieriger.
Walmart beherrscht mittlerweile einen großen Teil des US-Einzelhandels und ist mit einem Umsatz von 500,3 Milliarden US-Dollar (2018) das umsatzstärkste Unternehmen der Welt. Der Konzern ist auch der mit Abstand größte private Arbeitgeber der Welt, mit über 2,1 Millionen Beschäftigten weltweit, davon 1,6 Millionen in den USA (2022).
In Deutschland war Walmart ab 1997 präsent, konnte sich aber nicht durchsetzen. Die 85 Filialen wurden im Juli 2006 an die Metro AG verkauft und anschließend auf die Marke Real umgeflaggt (→ Walmart in Deutschland).
Walmart besitzt weltweit 10.586 Filialen in 24 Ländern. In den USA waren es (Stand: Juni 2023) 4.630 Filialen. Texas war mit 515 Filialen (11 %) der Bundesstaat mit den meisten Filialen. Walmart ist ebenfalls mit größeren Investitionen in Mexiko (Walmex), Großbritannien (Asda), Japan (Seiyu), Kanada (Walmart Canada) und der Volksrepublik China vertreten, während die Märkte in Deutschland und Südkorea 2006 aufgegeben wurden.
Der größte Konkurrent, die französische Carrefour-Gruppe, ist nicht einmal halb so groß wie Walmart. Acht von zehn amerikanischen Haushalten kaufen mindestens einmal im Jahr bei Walmart ein, jede Woche betreten weltweit 138 Millionen Kunden ein Geschäft des Konzerns. Allerdings kontrolliert der Konzern nur acht Prozent des amerikanischen Einzelhandelsmarktes; in vielen anderen Ländern haben die Marktführer in dieser Branche einen Marktanteil von über 30 %.
Seit 1996 ist Walmart in China aktiv. Hier führte man 2023 364 Filialen, davon 320 als Walmart Supercenter und 44 als Sam's Club.
Am 31. Mai 2009 eröffnete Walmart seinen ersten Cash-and-Carry-Store in Indien unter dem Namen Best Price Modern Wholesale. Im Jahr 2023 gab es 28 Filialen.
Ebenfalls 2009 wurde die Mehrheit an Chiles Marktführer, Distribución y Servicio D&S S.A., übernommen. Hier wurden 2023 unter den Marken Superbodega Acuenta (125 Filialen), Lider Express (156 Filialen), Lider Hiper (98 Filialen) und Central Mayorista (12 Filialen), insgesamt 391 Filialen betrieben.
Im Juni 2011 übernahm Walmart für 16,5 Milliarden Rand 51 % des südafrikanischen Handelskonzerns Massmart, eines der größten Afrikas. Zu den Marken gehören unter anderem Game, Makro, Cash & Carry und Builders Warehouse. 2023 betrieb Walmart 289 Filialen unter den verschiedenen Marken.
Im August 2016 übernahm Walmart den erst 2014 gegründeten und seit Juli 2015 aktiven Amazon-Klon Jet.com für 3,3 Milliarden US-Dollar. Im selben Jahr ging Walmart mit der Online-Plattform JD.com eine strategische Partnerschaft für den chinesischen Markt ein. Walmart verkaufte die eigene Online-Plattform Yihaodian an JD.com und erhielt im Gegenzug 5 % der Anteile an dem Unternehmen.
Im Mai 2018 erwarb Walmart für 16 Milliarden Dollar einen 77-Prozent-Anteil an dem indischen E-Commerce-Portal Flipkart, dem Marktführer im indischen Onlinehandel vor Amazon.com. Dies war zu jener Zeit der größte Zukauf des Unternehmens und zugleich die höchste ausländische Direktinvestition in Indiens Geschichte.
Am 2. Oktober 2020 wurde der Verkauf des Unternehmens Asda für 6,8 Milliarden Pfund an die Brüder Mohsin und Zuber Issa (Gründer der EG Group oder EuroGarages) und TDR Capital bekanntgegeben. Die Käufer erwerben den Angaben zufolge eine Mehrheit; Walmart werde aber Anteile sowie einen Sitz im Verwaltungsrat halten.

## Profil

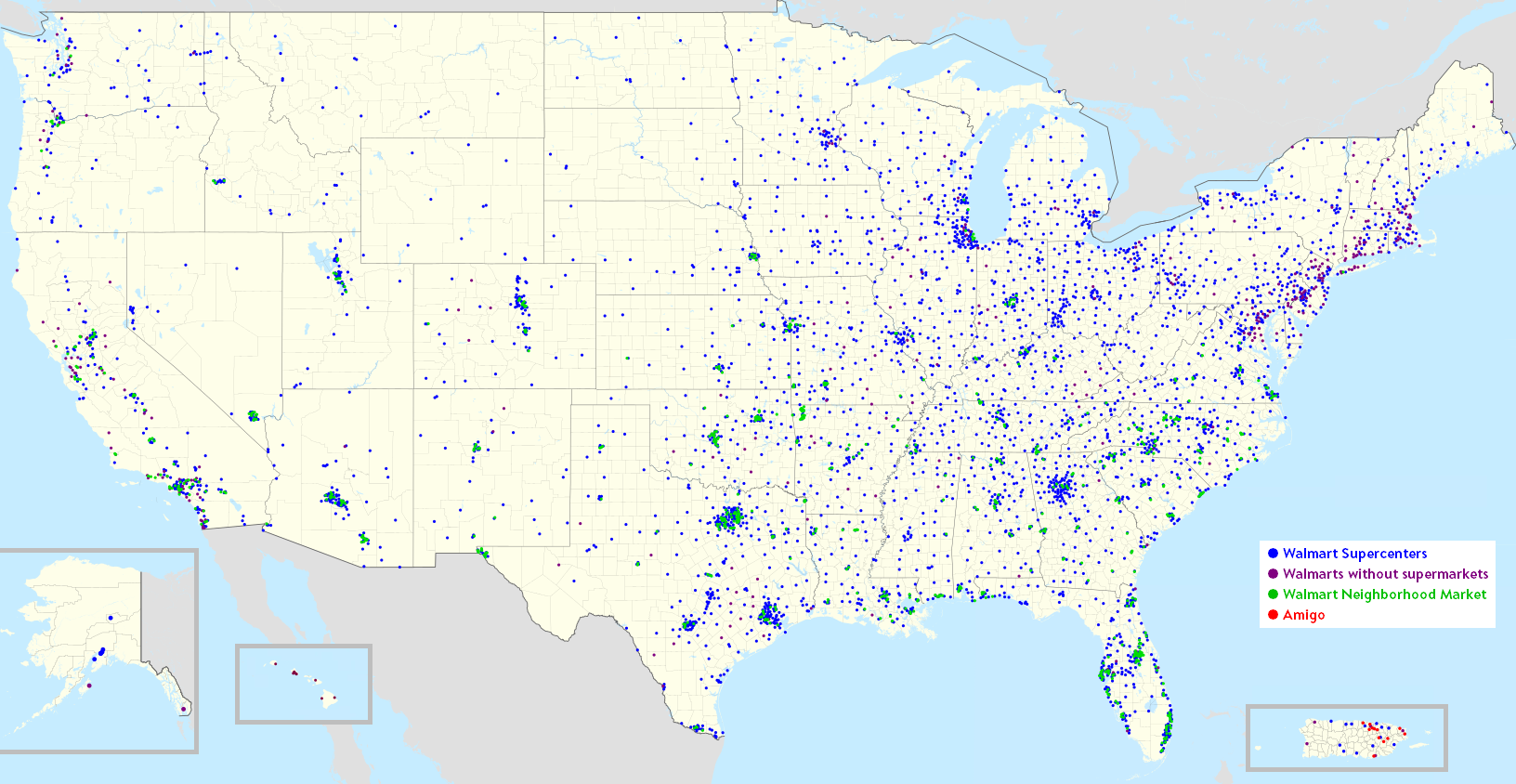
Karte der Walmart-Filialen in den USA (Stand 2020)

Der Konzern erwirtschaftet sein Geld durch sehr niedrige Preise bei niedrigen Gewinnmargen, die dennoch durch den riesigen Umsatz und die gegenüber anderen Ketten deutlich niedrigeren Löhne und Gehälter Profit abwerfen. Die Angestellten (nicht als employees, sondern als associates, also frei übersetzt „Beteiligte“ bezeichnet) erhalten seit Mitte der 1970er Jahre einen Anteil des Profits der Gesamtgruppe. Dabei kann gewählt werden, ob Geld oder Aktienbeteiligungen ausgegeben werden sollen. Diese „Zusatzbezahlung“ wird auf ein Konto eingezahlt und erst bei Ausscheiden des Mitarbeiters mit Zins und Zinseszins ausgezahlt. Manche Mitarbeiter sind so über die Zeit trotz geringem Grundeinkommens Millionäre geworden.
Entscheidend ist auch, dass Walmart nahezu kein Lager an Waren unterhält – eine ausgefeilte Logistik sorgt dafür, dass die Produkte vom LKW direkt in Logistikzentren geliefert werden und nicht zwischengelagert werden müssen (Just-in-time-Produktion). Der Konzern beschäftigt 2.000 Analysten, um das Verhalten seiner Kunden vorauszusagen.
Analysten bemängeln die zu geringe Kapitalrendite im Ausland. Walmart zog sich 2006 aus den verlustreichen Märkten Südkorea (Verkauf an Shinsegae) und Deutschland zurück. In Großbritannien hat die 1999 erworbene Tochter ASDA 2005 ihre Umsatz- und Profitziele nicht erreichen können. Als Gründe dafür wird die alleinige Fokussierung auf den Preis und die Unterschätzung der Bio-Lebensmittel genannt. Die Netto-Ertragskraft beträgt etwa 16 Milliarden US-Dollar.

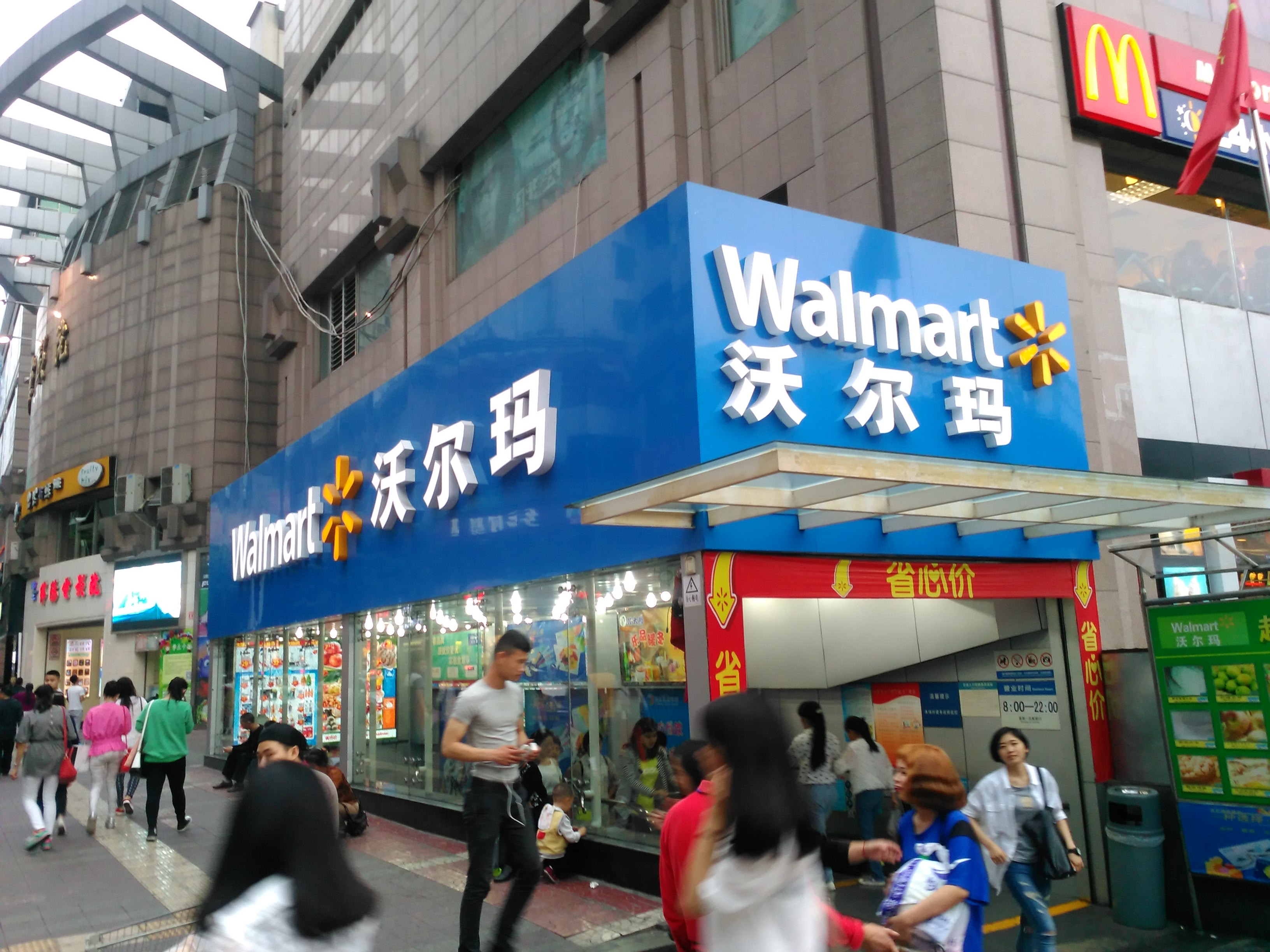
Walmart in China

Die Walton-Familie zählt zu den reichsten Unternehmensinhabern der Welt; auf der Forbes-Liste der reichsten Menschen der Welt nehmen Sam Waltons Erben mit einem Vermögen von je etwa 17 Milliarden US-Dollar im Jahre 2007 die Plätze 23 und 24 ein.
Walmart ist der größte Energieverbraucher und der größte Bauträger der USA. Um die Stromkosten zu senken, hat das Unternehmen seine Dachflächen für die Installation von Solaranlagen freigegeben. Unternehmen wie SolarCity haben Solaranlagen installiert und verkaufen den Strom direkt an Walmart. Walmart profitiert durch den günstigeren Strom, der zusätzlich durch einen langen Liefervertrag gebunden ist. Bereits 327 Walmart-Märkte sind mit Solaranlagen versehen. Bis 2020 sollen doppelt so viele mit Solaranlagen ausgerüstet sein.
Im August 2022 beschloss Walmart, seine Angestellten bei Schwangerschaftsabbrüchen durch die Übernahme der Reisekosten für Abtreibungen zu unterstützen, sollten sich ungewollt schwangere Beschäftigte in Bundesstaaten aufhalten, in denen Abtreibungen verboten sind.

Umsatz- und Gewinnentwicklung von Walmart

| Jahr | Umsatz in Mrd. US-Dollar | Gewinn in Mrd. US-Dollar | Bilanzsumme in Mrd. US-Dollar |
| ---- | ------------------------ | ------------------------ | ----------------------------- |
| 2003 | 232                      | 8,0                      | 95                            |
| 2004 | 259                      | 9,1                      | 105                           |
| 2005 | 284                      | 10,3                     | 120                           |
| 2006 | 312                      | 11,2                     | 138                           |
| 2007 | 348                      | 11,3                     | 152                           |
| 2008 | 377                      | 12,7                     | 164                           |
| 2009 | 404                      | 13,4                     | 163                           |
| 2010 | 408                      | 14,4                     | 170                           |
| 2011 | 422                      | 16,4                     | 181                           |
| 2012 | 446,509                  | 15,70                    | 193,41                        |
| 2013 | 468,651                  | 17,00                    | 203,11                        |
| 2014 | 476,294                  | 16,02                    | 204,75                        |
| 2015 | 485,651                  | 16,36                    | 203,71                        |
| 2016 | 482,130                  | 14,69                    | 199,58                        |
| 2017 | 485,873                  | 13,64                    | 198,83                        |
| 2018 | 500,343                  | 9,86                     | 204,52                        |
| 2019 | 514,405                  | 6,67                     | 219,30                        |
| 2020 | 523,964                  | 14,88                    | 236,50                        |
| 2021 | 555,233                  | 13,51                    | 252,50                        |
| 2022 | 572,754                  | 13,67                    | 244,86                        |
| 2023 | 611,289                  | 11,68                    | 243,20                        |

| Rang | Land                | Gesamtanzahl Filialen | Anteil Walmart Supercenter | Anteil Sam's Club Filialen |
| ---- | ------------------- | --------------------- | -------------------------- | -------------------------- |
| 1    | Vereinigte Staaten  | 5.335 ▲               | 67 %                       | 11 %                       |
| 2    | Mexiko              | 2.784 ▼               | 11 %                       | 6 %                        |
| 4    | Kanada              | 402 ▲                 | 85 %                       | keine                      |
| 4    | Chile               | 385 ▼                 | 32 %                       | keine                      |
| 5    | Volksrepublik China | 372 ▲                 | 90 %                       | 10 %                       |
|      | Gesamt              | 10.585 ▲              | 41 % ▲                     | 4 % ▼                      |

## Walmart in Deutschland

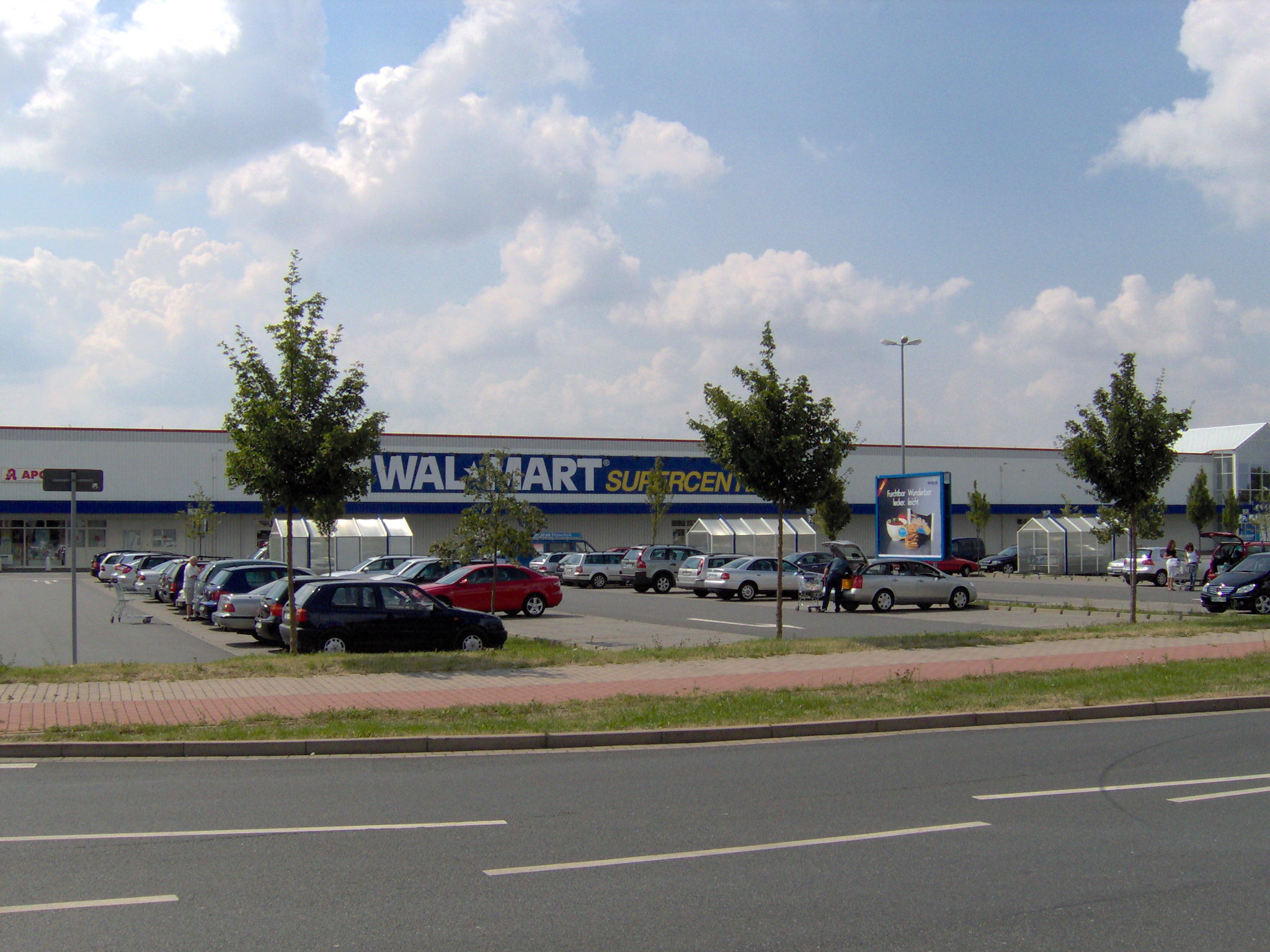
Ehemaliges Walmart Supercenter in Pattensen, August 2006

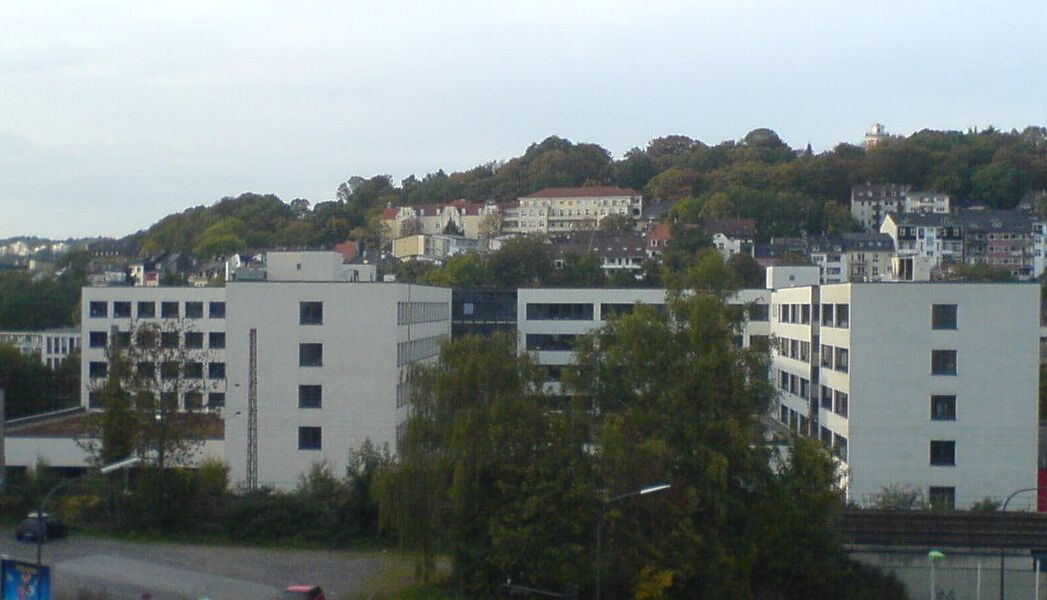
Ehemalige deutsche Zentralverwaltung in Wuppertal

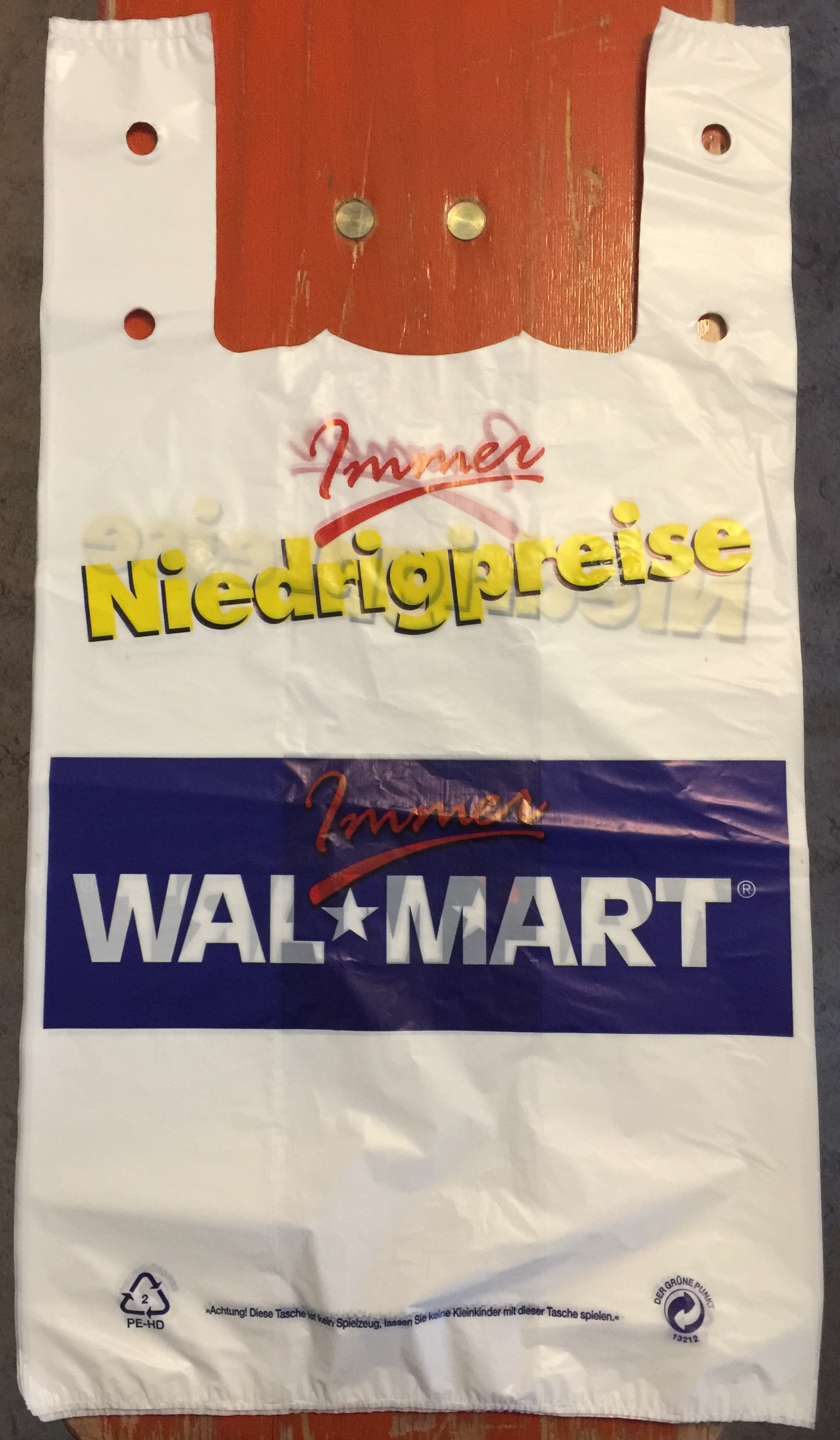
Plastiktüten von Walmart Deutschland mit dem Slogan „Immer Niedrigpreise – immer Walmart“

### Einstieg
Mitte der 1990er Jahre versuchte Walmart mit großem finanziellen Aufwand, auch in Deutschland Fuß zu fassen. 1997 übernahm Walmart 21 Wertkauf-SB-Warenhäuser für rund 750 Millionen Mark, 1998 74 Interspar-Häuser zu einem Preis von 1,3 Milliarden Mark. Walmarts Deutschland-Zentrale war in Wuppertal auf dem Gelände der früheren Justizvollzugsanstalt Wuppertal neben der ehemaligen Wicküler-Brauerei angesiedelt. Die Logistik wurde von einer Tochtergesellschaft abgewickelt, die in Grolsheim und in Bingen-Kempten zwei Logistikzentralen unterhielt.

### Probleme und Kritik
Der Konzern machte in Deutschland ausschließlich Verluste; insgesamt geschätzte 3 Milliarden Euro. Allein 2003 fiel ein operativer Verlust von 487 Millionen Euro an. Über die folgenden Verluste machte das Unternehmen keine Angaben.
Walmart gelang es nie, sich auf die deutschen Marktbedingungen einzustellen. Während Walmart Deutschland Verluste anhäufte, konnte die Kaufland-Gruppe im gleichen Zeitraum und Marktsegment stark wachsen. Walmart traf in Deutschland auf ein Einzelhandelsoligopol, dessen Unternehmen nach ähnlichen Geschäftsprinzipien wie Walmart arbeiteten. So hatte der Konzern von Anfang an keinen Wettbewerbsvorteil. Dazu kam, dass die Walmart-Unternehmenskultur (u. a. Begrüßungspersonal am Eingang, Einpacken der Ware an der Kasse, vorgeschriebene Freundlichkeitsfloskeln der Mitarbeiter) in Deutschland weder von Mitarbeitern noch von Kunden positiv angenommen wurde.

#### „Flirt-Paragraph“-Kontroverse
Die im Februar 2005 intern herausgegebene Ethikrichtlinie „Statement of Ethics“ gab Anlass für öffentliche Diskussionen. Insbesondere der in den Medien oft als „Flirt-Paragraph“ bezeichnete Abschnitt, demzufolge „lüsterne Blicke, zweideutige Witze und sexuell deutbare Kommunikation jeder Art“ sowie Beziehungen unter und private Treffen von Mitarbeitern untersagt wurden, wurde viel kritisiert und diskutiert. Außerdem gab es eine Telefonnummer, bei der Mitarbeiter Verstöße durch Kollegen, auch anonym, melden konnten. Bei Herausgabe der Richtlinie wurde laut Walmart darauf hingewiesen, dass die Landesgesetze Vorrang vor dem Leitfaden hätten. Entgegen der Mediendarstellung seien Beziehungen zwischen Mitarbeitern nicht verboten, solange sie das Arbeitsverhältnis nicht negativ beeinflussen.
Die Einmischung in persönliche Beziehungen von Mitarbeitern sei jedoch ein schwerwiegender Eingriff in die Privatsphäre und mit dem deutschen Recht nicht vereinbar, urteilte das Wuppertaler Arbeitsgericht. Das Urteil vom 15. Juni 2005 erklärte weite Teile der Ethik-Richtlinie für ungültig und erließ gegen sie eine einstweilige Verfügung. In zweiter Instanz scheiterte Walmart vor dem Düsseldorfer Landesarbeitsgericht im November 2005 ebenfalls. Der zuständige Richter urteilte, die beanstandete Klausel greife tief in die Persönlichkeitsrechte ein und verstoße gegen die Artikel 1 und 2 des Grundgesetzes. Zudem müssten weitere Klauseln der Richtlinie mit dem Gesamtbetriebsrat abgestimmt werden.

### Rückzug und Verkauf der Märkte an Metro
In Deutschland spielte Walmart 2006 auch zehn Jahre nach dem Markteintritt fast keine Rolle. Der Marktführer Edeka setzte mit gut 29 Milliarden Euro mehr als zehnmal so viel um wie Walmart. Auch Aldi (gut 24 Milliarden) und Lidl (gut 21 Milliarden) erzielten einen wesentlich höheren Umsatz. Deutschland ist, anders als die USA, seit Jahrzehnten ein Lebensmittel-Billigland; im Discountbereich ergeben sich Margen von nur ungefähr 2 %, verglichen mit ca. 5 % in den USA. Der ausbleibende Erfolg bewog Walmart schließlich dazu, das Geschäft in Deutschland aufzugeben.
Obwohl Walmart-Deutschland-Chef David Wild einen Rückzug noch am 18. Juni 2006 dementierte, gab Walmart am 28. Juli 2006 den Rückzug vom deutschen Markt bekannt. Die 85 Märkte in Deutschland wurden von der Metro AG bzw. deren Supermarktkette Real übernommen.
Im Oktober 2006 gab das Bundeskartellamt die Übernahme der von Walmart in Deutschland betriebenen Selbstbedienungs-Verbrauchermärkte durch die Metro AG frei. Sie übernahm gleichzeitig 19 Filialimmobilien, deren Wert nach eigenen Angaben den nicht genannten Kaufpreis übersteigt. Die Europäische Kommission, die aufgrund der Umsatzschwellen der Unternehmen für die Fusion zuständig gewesen wäre, hatte den Fall auf Antrag der beteiligten Unternehmen an das Bundeskartellamt verwiesen, da von dem Verfahren ausschließlich Märkte innerhalb Deutschlands betroffen waren. Die Fusion wurde vom Bundeskartellamt ohne Auflagen genehmigt, weil sie nicht zur Entstehung oder Verstärkung einer marktbeherrschenden Stellung führte.
Ende Dezember 2006 wurden 15 Warenhäuser mit 1.200 Mitarbeitern sowie die Wuppertaler Hauptverwaltung geschlossen und die verbleibenden 70 Filialen als Real-Märkte weitergeführt. Die Firma Walmart Germany wurde am 4. April 2007 aus dem Handelsregister gelöscht. Die Kosten für den Rückzug aus Deutschland wurden mit 863 Millionen US-Dollar (680 Millionen Euro, 2006) beziffert. Walmart verbuchte mit dem Verkauf einen Gesamtverlust von einer Milliarde US-Dollar.

## Kritik
Bei Walmart herrscht offiziell eine Unternehmenskultur, die Arbeitnehmer als gleichberechtigte Partner des Unternehmens bezeichnet. Diese geht, insbesondere in den USA, mit einer starken Anti-Gewerkschafts-Politik des Unternehmens einher. Nur von 10 Angestellten einer Fleischereiabteilung im Osten der USA ist bekannt, dass sie in einer Gewerkschaft organisiert sind. In Kanada hingegen schloss man gleich ein ganzes Supercenter, nachdem sich alle Angestellten dort zu einer Gewerkschaft zusammengeschlossen hatten. In den USA verdienen neue Angestellte bei Walmart im Schnitt nur zwei Drittel eines gewerkschaftlich organisierten Kollegen bei einem anderen Supermarkt. Ebenso gibt es keine Zusatzleistungen wie zum Beispiel eine durch den Betrieb getragene Krankenkasse. Im Schnitt muss der Konzern 44 % seiner Arbeitskräfte jährlich ersetzen, das bedeutet für ihn jedes Jahr 600.000 Neueinstellungen. Im Schnitt laufen zu jedem gegebenen Zeitpunkt etwa 1.500 Klagen gegen Walmart, die sich hauptsächlich gegen Verletzungen des amerikanischen Arbeitsrechts wenden.
Walmart wird vorgeworfen, direkt und indirekt die Verbreitung von Ausbeutungsbetrieben zu unterstützen, in denen die Walmart-Eigenmarken unter sehr umstrittenen Arbeitsbedingungen hergestellt werden.
Es gab immer wieder Demonstrationen gegen die Eröffnung von Walmart-Filialen. Die Demonstranten werfen Walmart Preiskrieg vor, mit dem sie kleine Geschäfte vernichten und dadurch Arbeitsplätze und die Vielfalt einschränken. Außerdem werden die Arbeitsbedingungen der Angestellten kritisiert. Walmart selbst sieht sich als „Hecht im Karpfenteich“, der andere Wettbewerber „dazu zwingen würde, ihre Geschäftspolitik zu ändern und so erfolgreicher zu werden“.
Immer wieder kam es auch zu Kritik, da Walmart indirekt Druck auf Herausgeber von Zeitschriften ausübte, ihre Inhalte an die sehr konservative Unternehmensphilosophie anzupassen, um sie weiterhin bei Walmart anbieten zu können. Kritiker betrachteten das als Einflussnahme auf die Pressefreiheit, zumal Zeitschriften, die sich dem Druck nicht beugten (wie z. B. Maxim) aus den Regalen genommen oder zumindest in neutrale Umschläge gesteckt wurden. Walmart weigerte sich auch, bestimmte CDs in seinen Regalen anzubieten, weil diese dem „familienfreundlichen“ Bild, mit dem sich Walmart gerne selbst vermarktet, entgegenstehen würden.
Im Dezember 2005 wurde Walmart von einem Gericht in Kalifornien zu einer Zahlung in Höhe von 57 Millionen US-Dollar verurteilt. Das Geld ging an 116.000 frühere und derzeitige Mitarbeiter, denen Walmart eine vorgeschriebene 30-minütige Pause verwehrte. Des Weiteren wurde Walmart zu einer Strafzahlung in Höhe von 115 Millionen US-Dollar verurteilt, weil das Unternehmen den Mitarbeitern keine Mittagspause zugestand.
Im Oktober 2006 wurde der Konzern aufgrund unbezahlter Mehrarbeit zu einer Zahlung von 78,5 Millionen US-Dollar an seine Mitarbeiter im US-Bundesstaat Pennsylvania verurteilt. Nach Medienberichten sind weitere 70 Verfahren anhängig.
Wegen der unsachgemäßen Entsorgung von Sondermüll wurde Walmart im Mai 2013 zu einer Geldstrafe in Höhe von 81,6 Millionen US-Dollar verurteilt. Giftige Stoffe wurden von Mitarbeitern in die Kanalisation gekippt oder im Hausmüll entsorgt.
Ein Berufungsgericht in San Francisco hat eine Sammelklage von 1,6 Millionen Frauen wegen sexueller Diskriminierung gegen die Einzelhandelskette Walmart für zulässig erklärt.
Walmart lehnt jegliche Verantwortung für die Arbeitsbedingungen bei seinen Zuliefererunternehmen, vorwiegend in Asien, ab und bekam dafür 2005 den Negativpreis Public Eye Award verliehen.
„Die gnadenlose Ausbeutung des schwachen Arbeitsrechts in den USA durch das Unternehmen Walmart vereitelt die Gründung von Gewerkschaften und verletzt die Rechte seiner amerikanischen Arbeiter“, so Human Rights Watch in ihrem am 1. Mai 2007 erschienenen, 210 Seiten langen Bericht Discounting Rights: Wal-Mart’s Violation of US Workers’ Right to Freedom of Association. Von zentraler Bedeutung, so der Bericht, sei das Ausmaß und die Aggressivität an Gewerkschaftsfeindlichkeit. Das Verhalten des Unternehmens sei auch deshalb besonders bedenklich, weil es sich um das zu dieser Zeit zweitgrößte Unternehmen der Welt handle.
Allein der Reingewinn in dem im Januar 2007 beendeten Geschäftsjahr stünde bei 11,2 Milliarden US-Dollar. Human Rights Watch fand heraus, dass kein Arbeiter des größten privaten Arbeitgebers der USA durch eine Gewerkschaft vertreten sei und dass dies zum Prinzip des Unternehmens gehöre. Schon in der „Manager’s Toolbox“ würden den Managern Maßnahmen genannt, wie gewerkschaftlicher Einfluss zu verhindern sei. Denunziation, Bespitzelung, Lauschangriffe, massiver Druck und die Angst, den Arbeitsplatz zu verlieren, seien bei Walmart gängige Geschäftspraxis.
Walmart hatte in der Vergangenheit immer wieder mit dem Tod von vermeintlichen Ladendieben für Schlagzeilen gesorgt. So wurde unter anderem im September 2009 eine 37-jährige Kundin der Walmart-Filiale in Jingdezhen (China) zu Boden geschlagen, weil sie nach einer Kontrolle ihren Kassenbon zurückverlangt hatte. Sie erlag drei Tage später ihren Verletzungen. In Houston wurde 2005 ein Mann von Walmart-Mitarbeitern zu Boden gedrückt und gefesselt. Er starb wenig später am Boden liegend an einem Herzinfarkt.
JibJab hat die Kritik an Walmart in der Flash-Animation Big Box Mart verarbeitet.
Im November 2017 wurde Walmart in den Veröffentlichungen der Paradise Papers aufgelistet.
Im Dezember 2020 hatte das US-Justizministerium Klage gegen Walmart eingereicht. In den mehr als 5.000 Apotheken von Walmart sollen opioidhaltige Schmerzmittel rechtswidrig an Patienten ausgegeben worden sein, was zur Opioidkrise in den USA beigetragen haben soll. Manager hätten auf Apotheker Druck ausgeübt, auch ungültige Rezepte einzulösen. Dem Unternehmen drohten Strafen in Milliardenhöhe. Im November 2022 gab Walmart bekannt, im Zuge eines Vergleichs 3,1 Milliarden US-Dollar Schadensersatz zu zahlen. Im Gegenzug würden von Bundesstaaten, Landkreisen, Gemeinden und Indigenen-Stämmen angestrengte Justizverfahren gegen Walmart eingestellt werden.

## Filme
- Wal-Mart: The High Cost of Low Price, Dokumentation, USA, 2005, 98 Min., Regie: Robert Greenwald, Produktion: Brave New Films, Inhaltsangabe (Memento vom 12. September 2006 im Internet Archive) vom ZDF
- Der Wal-Mart-Effekt, Dokumentation, USA, 2004, 53 Min., Regie: Rick Young, Hedrick Smith, Produzent: Rick Young, WGBH,  von arte